# Memoriał Alfreda Smoczyka 1969
XIX Memoriał Alfreda Smoczyka odbył się 9 listopada 1969 (niedziela). Najlepszy czas dnia 76,2 w 2 wyścigu. Wyniki:
1. (1) Zdzisław Dobrucki Unia Leszno 12 (3,3,3,3)
2. (13) Henryk Gluecklich Polonia Bydgoszcz 10 (3,1,3,3)
3. (11) Jerzy Kowalski Unia Leszno 10 (3,3,2,2)
4. (9) Wiktor Waloszek Śląsk Świętochłowice 8 (3,3,1,1)
5. (12) Paweł Waloszek Śląsk Świętochłowice 8 (2,3,3,0)
6. (3) Stanisław Skowron Kolejarz Opole 7 (2,2,1,2)
7. (2) Jerzy Trzeszkowski Sparta Wrocław 5 (1,1,2,1)
8. (7) Stanisław Chorabik Unia Tarnów 5 (2,2,0,1)
9. (5) Piotr Bruzda Sparta Wrocław 4 (2,0,0,2)
10. (10) Zbigniew Jąder Unia Leszno 3 (1,2,0,-)
11. (6) Stanisław Bombik Kolejarz Opole 3 (0,1,1,1)
12. (4) Zbigniew Flegel Unia Tarnów 1 (0,1,0-)
13. (8) Zdzisław Waliński Unia Leszno 0 (0,0,0,0)

- R1 (R1) Bernard Jąder Unia Leszno 2 (0,2)